# 海螺环保
中国海螺环保控股有限公司（英語：China Conch Environment Protection Holdings Limited；港交所：587），是香港交易所的一家上市公司，主营业务包括水泥窑协同处置固废危废、飞灰水洗、油泥处置、污泥干化、污染土壤治理与修复等。
公司于2020年3月2日在英属开曼群岛注册成立。2022年3月30日，在香港交易所主板上市，是海螺集团旗下第四家境内外上市公司。
2022年，公司实现营业收入17.3亿元，同比上升1.85%；利润总额4.11亿元。